# Vuurtoren van Alnes
De vuurtoren van Alnes is gebouwd in 1853 om vissersboten veilig naar de haven te leiden van het Noorse dorp Alnes op het eiland Godøy in de gemeente Giske (Møre og Romsdal). De huidige vuurtoren werd enkele tientallen jaren later gebouwd in 1876 en is met een aantal aanpassingen nog steeds in gebruik.
De vuurtoren werd geautomatiseerd in 1982 en is eigendom van de gemeente Giske. De vuurtoren is open voor toerisme van mei tot oktober, net als een kunstgalerij in het dorp. In het oude wachtershuis is een café en een tentoonstellingsruimte, waar het werk van lokale kunstenaars wordt getoond. Er is eveneens een historisch museum gevestigd.
De hoogte is 22,5 meter. De toren is gemaakt van hout en heeft een vierkante vorm. De reikwijdte is 16,4 km.